# Stephanocampta yaosekoensis
Stephanocampta yaosekoensis is een vliesvleugelig insect uit de familie Mymaridae. De wetenschappelijke naam is voor het eerst geldig gepubliceerd in 1966 door Mathot.